# Ferreiras (Albufeira)
Ferreiras é uma povoação portuguesa sede da Freguesia de Ferreiras do Município de Albufeira, freguesia com 20,13 km² de área e 7267 habitantes (censo de 2021), tendo, por isso, uma densidade populacional de 361 hab./km².

## História
A freguesia foi criada pela lei nº 40/97, de 12 de Julho , com lugares desanexados das freguesias de Albufeira, Guia e Paderne.

## Demografia
A população registada nos censos foi:
| Distribuição da População por Grupos Etários | Distribuição da População por Grupos Etários | Distribuição da População por Grupos Etários | Distribuição da População por Grupos Etários | Distribuição da População por Grupos Etários |
| -------------------------------------------- | -------------------------------------------- | -------------------------------------------- | -------------------------------------------- | -------------------------------------------- |
| Ano                                          | 0-14 Anos                                    | 15-24 Anos                                   | 25-64 Anos                                   | > 65 Anos                                    |
| 2001                                         | 826                                          | 735                                          | 2745                                         | 645                                          |
| 2011                                         | 1086                                         | 700                                          | 3825                                         | 795                                          |
| 2021                                         | 1192                                         | 741                                          | 4144                                         | 1190                                         |

## Património
- Estação Ferroviária de Albufeira-Ferreiras
- Igreja Paroquial de S. José de Ferreiras

## Feiras e Festividades
- Mercado de Levante

Às 2.ª e 4.ª terças-feiras de cada mês realiza-se à entrada de Ferreiras, junto à Junta de Freguesia, das 8h às 15h.
Realiza-se junto do Mercado Municipal de Ferreiras das 09h às 13h.
- Festa do Padroeiro da Freguesia S. José

Realiza-se em 19 de março no Largo da Igreja
- Festa de Aniversário da Freguesia

Realiza-se no fim de semana seguinte a 12 de julho
- Feira da Terra e do Petisco

Realiza-se no 2.º fim de semana de setembro